# Maxacteon hancocki
Maxacteon hancocki es una especie de molusco gasterópodo de la familia Acteonidae.

## Distribución geográfica
Se encuentra  en aguas profundas a lo largo de la costa norte de la Isla Norte de Nueva Zelanda.